# 夏侯惠
夏侯惠（3世紀—3世紀），字稚权，沛国谯（今安徽省亳州市）人，征西将军、博昌愍侯夏侯渊第六子。
夏侯惠年幼时以才能和学问受到称赞，擅长撰写奏章。夏侯惠历任散骑、黄门侍郎，曾舉薦劉劭，与锺毓数次辩驳，事情最后大多依从夏侯惠的意见。夏侯惠后升任燕相、乐安郡太守，在三十七岁时去世。